# Camaricus khandalaensis
Camaricus khandalaensis là một loài nhện trong họ Thomisidae.
Loài này thuộc chi Camaricus. Camaricus khandalaensis được Benoy Krishna Tikader miêu tả năm 1980.